# مديد مدبب
مديد أو عليق أو المديد المدبب أو العليق المدبب (الاسم العلمي: Cynanchum acutum) نوع نباتي يتبع جنس المديد من الفصيلة الدفلية.

## الموئل والانتشار
- موطنه بلاد الشام ومصر والمغرب العربي وحوض البحر الأبيض المتوسط وحوض البحر الأسود.[6]

## مرادفات للاسم العلمي
- (باللاتينية: Cynanchum monspeliacum L.)
- (باللاتينية: Cynanchum excelsum Desf.)